# Irena Grickat-Radulović
Irena Grickat-Radulović (srbsko Ирена Грицкат-Радуловић), srbska jezikoslovka in akademičarka, * 19. januar 1922, † 7. april 2009.
Grickat-Radulović je delovala kot znanstvena svetnica v Inštitutu za jezik Srbske akademije znanosti in umetnosti in bila dopisna članica Slovenske akademije znanosti in umetnosti (od 6. junija 1983).